# Lee MacPhail
Leland Stanford MacPhail Jr. (Nashville, 25 ottobre 1917 – Delray Beach, 8 novembre 2012) è stato un dirigente sportivo statunitense, introdotto nella National Baseball Hall of Fame nel 1998.

## Biografia
Proveniente da una famiglia da quattro generazioni nel mondo del baseball, MacPhail fu un dirigente per 45 anni, lavorando come direttore del personale dei New York Yankees, come presidente e general manager dei Baltimore Orioles, come aiuto del Commissioner William Eckert, come vice-presidente e general manager degli Yankees e come presidente dell'American League. In quest'ultimo ruolo supervisionò l'espansione della lega a 14 squadre con la creazione dei Toronto Blue Jays e dei Seattle Mariners ed è accreditato per avere svolto un ruolo importante nel termine dello sciopero del 1981 quando subentrò ai proprietari per gestire le negoziazioni con i giocatori che erano in una fase di stallo.